# 公证人宫

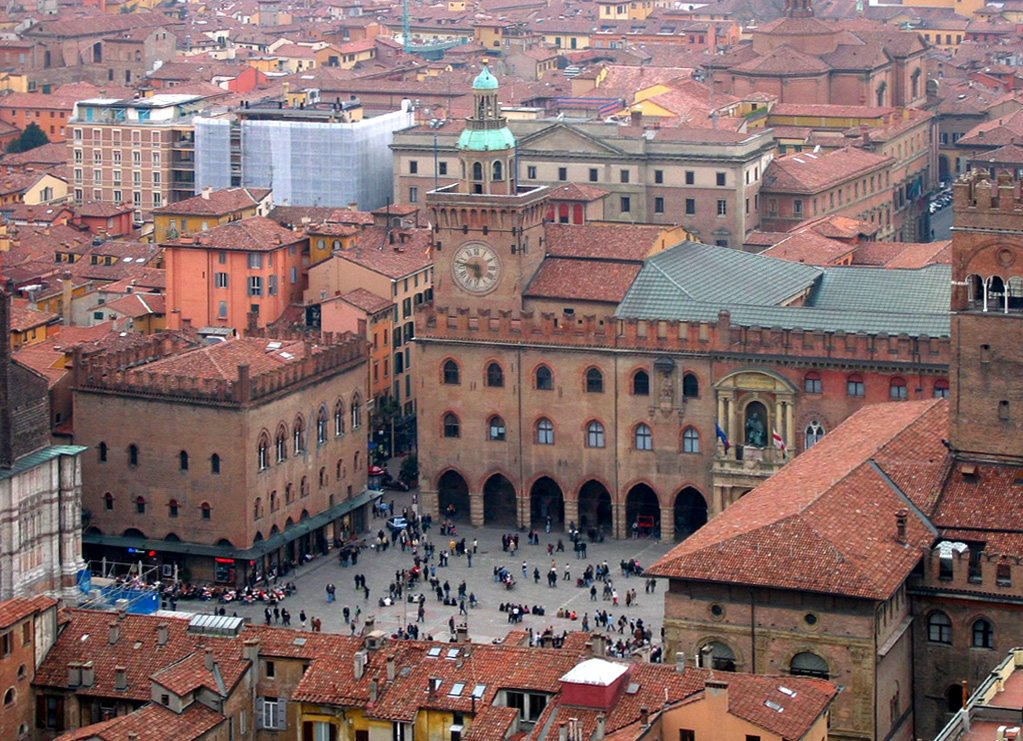

公证人宫（Palazzo dei Notai）是意大利博洛尼亚的一座建筑，位于博洛尼亚主广场，毗邻教堂和达古修宫，由该市的公证人行业协会建于1381年，由Berto Cavalletto和Lorenzo da Bagnomarino设计。
1437年左右，朝向达古修宫的一侧由巴托洛梅奥·菲奥拉万蒂改建。于1908年由Alfonso Rubbiani再次修复。
内部有15世纪壁画。
44°29′34″N 11°20′37″E / 44.49278°N 11.34361°E